# Red Sands
Red Sands ist ein US-amerikanischer Horrorfilm von Alex Turner aus dem Jahr 2009 mit Shane West, Leonard Roberts und Mercedes Masöhn in den Hauptrollen.

## Handlung
Eine Einheit amerikanischer Soldaten erhält während des Afghanistankrieges den Befehl, eine Straße zu beobachten, um Aktivitäten der Al-Qaida an ihren Stützpunkt zu melden. Der Trupp hat zunächst Mühe, seinen Einsatzort zu finden. Auf der Suche entdecken sie in einer Schlucht eine antike Statue mit der Darstellung einer Frau. Einer der Soldaten, der Dolmetscher Gregory Wilcox, ist angesichts dieser Entdeckung irritiert, denn menschliche Abbilder sind im islamischen Glauben unüblich. Er vermutet, dass es sich um eine Dschinn handelt, unsichtbare dämonenartige Wesen, die aus einer rauchlosen Flamme entstanden und neben den Menschen die Welt bevölkern. Die übrigen Soldaten sind jedoch eher gelangweilt. Plötzlich löst sich aus Versehen aus der Waffe von Chard Davies ein Schuss. Er trifft den Kopf der Statue, die daraufhin zerbricht.
Die Soldaten messen diesem Vorfall zunächst keine Bedeutung bei und finden schließlich ihren Einsatzort: ein altes verlassenes Bauernhaus. Dort beziehen sie Stellung, obwohl sie keine Straße erkennen können. Als ein Sandsturm aufzieht, muss sich die Truppe in das Haus zurückziehen. Plötzlich stürmt eine junge afghanische Frau in das Haus. Sie wird von den Männern überwältigt, doch müssen sie feststellen, dass sie sich nicht mit der Fremden verständigen können. Sie spricht einen ihnen unbekannten Dialekt, den selbst der Dolmetscher nicht beherrscht. Daher wissen sie nicht, ob sie alleine ist oder möglicherweise Feinde außerhalb des Hauses die Truppe beobachtet. Dennoch beschließen sie angesichts des Sturmes, der Frau Obhut in dem Haus zu gewähren.
Unterdessen versucht der Staff Sergeant Marcus Howston vergeblich, Kontakt zur Basis herzustellen. Als der Sturm vorüber ist, stellen die Soldaten fest, dass ihr Lkw sabotiert wurde und sie nicht zur Basis zurückfahren können. Howston beschließt, dass der Trupp in dem Bauernhaus verbleibt. Er und Wilcox werden in der darauf folgenden Nacht von Albträumen heimgesucht. Sie träumen von – vermutlich unschuldigen – Menschen, die sie während ihres bisherigen Einsatzes erschossen haben. Nach und nach verschwinden einzelne Mitglieder der Truppe und werden tot aufgefunden. Kurz darauf sind auch deren Leichen, die man vor dem Bauernhaus abgelegt hat, verschwunden. Andere verlieren den Verstand und erschießen sich gegenseitig. Schließlich sind nur noch Howston, Keller und Anderson übrig. Anderson nutzt einen unbeobachteten Moment und versucht, das afghanische Mädchen zu vergewaltigen. Howston gelingt es, sie zu befreien. Anderson beschimpft Howston in einer rassistischen Art und Weise. Die Situation eskaliert, der Staff Sergeant tötet Anderson mit einem Messer und verschwindet. Keller versucht verzweifelt, per Funk Hilfe herbeizuholen. Doch er stellt fest, dass er nur den Hilferuf Andersons hört, den dieser vor einigen Tagen abgesetzt hat. Plötzlich erscheint das Mädchen für einen kurzen Moment, um direkt wieder zu verschwinden. Howston wiederum sieht ebenfalls das Mädchen und will sie wieder gefangen nehmen. Keller greift daraufhin den Staff Sergeant aus der Deckung an und schneidet ihm die Kehle durch. Er realisiert, dass das Mädchen ein Dschinn ist. Anschließend gelingt es ihm, eine Handgranate zu entsichern, in das Bauernhaus zu werfen und so eine gewaltige Explosion auszulösen. Er macht sich auf den Rückweg zum Stützpunkt, als er urplötzlich in den Wüstensand gezogen wird und verschwindet.
In der darauf folgenden Einstellung kehrt Keller zum Stützpunkt zurück und wird von seinen Vorgesetzten befragt. Sie wollen den Vorfall vertuschen und verständigen sich darauf, dass die Truppe von Al-Qaida-Kämpfern aufgerieben wurde und er der einzige Überlebende sei. Keller soll in zwei Tagen in die USA zurückkehren dürfen. In der letzten Einstellung sieht man, dass sich der Dschinn seines Körpers bemächtigt hat.

## Synchronisation
Die deutsche Synchronisation erfolgte durch die Firma Scala Media GmbH in München. Dialogregie führte Ekkehardt Belle, das Dialogbuch schrieb Stefan Sidak.

## Rezeption und Drehorte
Der Film erschien am 24. Februar 2009 in den USA  auf DVD. Einen Tag später wurde er in Japan und Schweden veröffentlicht. In Deutschland kam die DVD am 23. April 2009 auf den Markt. Der Film wurde in Los Angeles, Kabul und Marokko gedreht.

## Kritik
Die Cinema bewertet den Film als „gut gemeinter B-Horror“, kritisiert aber das dünne Skript und das „dämliche Gelaber“. Sie kommt zu dem Fazit: „Halb leere Flaschen gehen auf den Geist“. Das Kinoportal kino.de bewertet den Film ähnlich nüchtern. Für das Portal handelt es sich um einen „konventionellen Gruselzwirn mit […] dekorativen Kopfschüssen und absolut vorhersehbarer Dutzendstory.“ Allerdings kommt das Portal zu dem Schluss: „Wer nicht mehr erwartet, sollte auf seine Kosten kommen“.